# 기키쓰역
기키쓰역(일본어: 喜々津駅)은 일본 나가사키현 이사하야시에 있는 규슈 여객철도 나가사키 본선의 역이다. 단선 · 섬식의 형태를 합친 복합 구조의 철도 역사이다.

## 타는 곳
| 1 | ■ 나가사키 본선 | (하행) | 나가사키 방면                 | (이치누노 경유 · 나가요 경유) |
| 2 | ■ 나가사키 본선 | (상행) | 이사하야                      |                               |
| 3 | ■ 나가사키 본선 | (상행) | 이사하야 · 도스 · 사세보 방면 |                               |

## 이용 현황
| 연도     | 하루 평균 승차 인원 |
| 2000년도 | 1,810               |
| 2001년도 | 1,816               |
| 2002년도 | 1,811               |
| 2003년도 | 1,829               |
| 2004년도 | 1,844               |
| 2005년도 | 1,881               |
| 2006년도 | 1,822               |
| -------- | ------------------- |

## 역 주변
- 이사하야 시청 다라미 지소
- 일본 적십자 사장 나가사키 원폭 이사하야 병원

## 인접 역
| 규슈 여객철도 나가사키 본선               | 규슈 여객철도 나가사키 본선       | 규슈 여객철도 나가사키 본선 |
| ----------------------------------------- | --------------------------------- | --------------------------- |
| 이사하야 이사하야 방면                    | ■ 쾌속 '시사이드 라이너'          | 우라카미 나가사키 방면      |
| 니시이사하야 도스 방면                    | ■ 쾌속 '시사이드 라이너' · ■ 보통 | 이치누노 나가사키 방면      |
| 규슈 여객철도 나가사키 본선 (나가요 지선) |                                   |                             |
| 시·종착역                                 |                                   | 히가시소노 우라카미 방면    |